# Don't Panic: The Official Hitchhiker's Guide to the Galaxy Companion
Don't Panic: The Official Hitchhiker's Guide to the Galaxy Companion är en bok av Neil Gaiman som publicerades först i januari 1988 i Storbritannien och USA. I boken ges biografiska informationer om Douglas Adams och kompletterande uppgifter om Liftarens guide till galaxen. Första editionen hade ISBN 1-85286-013-8.
Den andra editionen (ISBN 1-85286-411-7) med nytt material tillagt av David K. Dickson hade namnet Don't Panic: Douglas Adams & The Hitch Hiker's Guide to the Galaxy.
I juni 2002 publicerades den tredje editionen med nya texter av M. J. Simpson (ISBN 1-84023-501-2).